# Kymenlaakso
Kymenlaakso (fiń. Kymenlaakson maakunta, szw. Kymmenedalen) – region Finlandii, położony w prowincji Finlandia Południowa. Stolicą regionu jest Kouvola.

## Podregiony i gminy
Kymenlaakso dzieli się na 2 podregiony i 7 gmin:
- podregion Kouvola (Kouvolan seutukunta)
  - Iitti
  - Kouvola (miasto stanowiące jednocześnie gminę – fiń. kaupunki)
- podregion Kotka–Hamina (Kotkan-Haminan seutukunta)
  - Hamina (miasto)
  - Kotka (miasto)
  - Miehikkälä
  - Pyhtää
  - Virolahti